# Maurice Chevalier
Maurice Auguste Chevalier (ur. 12 września 1888 w Paryżu, zm. 1 stycznia 1972 tamże) – francuski piosenkarz i aktor. Zagrał w około 60 filmach.

## Życiorys
W 1901 roku, w wieku trzynastu lat, zapoczątkował swoją działalność artystyczną. Śpiewał bezpłatnie przy kawiarni. Jego talent dostrzegł członek teatru i zaproponował udział w lokalnym musicalu. Maurice zgodził się i dostał rolę. W 1909 został partnerem największej kobiecej gwiazdy Francji – Mistinguett, w Folies Bergère; grali wyłącznie publiczne romanse.
Podczas I wojny światowej został wcielony do służby wojskowej – był postrzelony; dostał Krzyż Wojenny i uznano go za jeńca wojennego.
W okresie międzywojennym przeniósł się do Hollywood, gdzie zdobył wielką popularność. W 1930 był dwukrotnie nominowany do Oscara. O wielkości jego popularności w USA świadczy epizod z filmu Małpi interes Braci Marx, gdzie każdy z nich próbuje przepłynąć na gapę transatlantykiem, udając właśnie Maurice’a Chevaliera.
W 1958 roku zagrał jedną z głównych ról w filmie Gigi u boku Leslie Caron. W 1959 roku został laureatem nagrody im. Cecila B. DeMille’a.

## Kontrowersje
W czasie II wojny światowej kontynuował występy, także przed żołnierzami niemieckimi, był także znanym admiratorem marszałka Pétaina, za co spotkały go oskarżenia o kolaborację. Po wojnie z kolei występował na imprezach organizowanych przez partie komunistyczne, podpisał także tzw. Apel sztokholmski.